# インターコンチネンタルカップ (サッカー)1991
インターコンチネンタルカップ1991は、1991年12月8日に東京の国立霞ヶ丘競技場陸上競技場で開催された、サッカー世界一決定戦である。トヨタ ヨーロッパ/サウスアメリカ カップ(トヨタカップ)の名称での開催は11回目。レッドスター・ベオグラードが3-0で勝利した。

## 試合

### 概要
前半の立ち上がりはコロコロがピサーロを中心に、早いボール回しと大きな展開でペースを握ったが、19分にレッドスターのサヴィチェヴィッチが右サイドから中央にドリブルで進みゴール前にスルーパス、これに走り込んだユゴヴィッチがゴール右隅にシュートを流し込み、先制点を挙げた。しかし42分にMi.ラミレスとサルバティエーラに挑発されたサヴィチェヴィッチがMi.ラミレスに手を出し、大会がトヨタカップと呼称されるようになってから初の退場処分となった。
後半は数的優位かつ1点を追うコロコロが反撃したが、レッドスターはカウンターで対抗し、58分には中央からユゴヴィッチがシュートしたこぼれ球をラディノヴィッチが拾って右からクロス、そのこぼれ球を再びユゴヴィッチが蹴り込んで、追加点を挙げた。さらに72分にはユゴヴィッチ、ミハイロヴィッチと繋ぎ、左からのミハイロヴィッチの折り返しをパンチェフが決め、ダメ押しの3点目を挙げた。コロコロも最後まで攻めたが、マルティネス、ジャニェス、メンドーサらが掴んだチャンスを生かせず、3-0でレッドスターが初優勝を果たした。MVPには2得点のユゴヴィッチが選出された。
レッドスターは守備ではヴァシリイェヴィッチがジャニェスを、ナイドスキがマルティネスをマークしベロデディッチがリベロを務めた。攻撃では中盤のサヴィチェヴィッチが前線でパンチェフと2トップ気味のポジションを取り、サヴィチェヴィッチの退場後は1トップになったパンチェフにロングボールを合わせるカウンター中心の戦術に変更した。

### 詳細
| 1991年12月8日 12:00 JST |

| レッドスター・ベオグラード                | 3 - 0 | コロコロ |
| ユゴヴィッチ 19分, 58分 · パンチェフ 72分 |       |          |

| 国立霞ヶ丘競技場陸上競技場, 東京 観客数: 62,064人 主審: クルト・レトリスベルガー |

| レッドスター | コロコロ |

| GK                         | 1  | ズヴォンコ・ミロイェヴィッチ |      |      |
| CB                         | 6  | イリヤ・ナイドスキ           |      |      |
| CB                         | 5  | ミオドラグ・ベロデディッチ   |      |      |
| CB                         | 3  | ゴラン・ヴァシリイェヴィッチ | 49分 |      |
| RB                         | 2  | ドゥシュコ・ラディノヴィッチ |      |      |
| LB                         | 11 | シニシャ・ミハイロヴィッチ   | 46分 |      |
| CM                         | 4  | ヴラディミル・ユゴヴィッチ   |      |      |
| AM                         | 8  | ミロラド・ラトコヴィッチ     |      |      |
| AM                         | 10 | デヤン・サヴィチェヴィッチ   |      | 42分 |
| AM                         | 7  | ヴラダ・ストシッチ           |      |      |
| CF                         | 9  | ダルコ・パンチェフ           |      |      |
| 控え                       |    |                              |      |      |
| GK                         | 12 | ドラゴイェ・レコヴィッチ     |      |      |
| DF                         | 13 | サシャ・ネデリコヴィッチ     |      |      |
| DF                         | 14 | ミロスラヴ・タニガ           |      |      |
| FW                         | 15 | イリヤ・イヴィッチ           |      |      |
| 監督                       |    |                              |      |      |
| ヴラディツァ・ポポヴィッチ |    |                              |      |      |

| GK               | 1  | ダニエル・モロン                        |      |      |
| DF               | 3  | リサルド・ガリード                      |      |      |
| DF               | 4  | ハビエル・マルガス                      |      |      |
| DF               | 6  | ミゲル・ラミレス                        | 42分 | 60分 |
| DF               | 8  | アグスティン・サルバティエーラ          |      | 65分 |
| MF               | 2  | ガブリエル・メンドーサ                  |      |      |
| MF               | 5  | エドゥアルド・ビルチェス                |      |      |
| MF               | 7  | マルセロ・バルティチョット （ 英語版 ） |      |      |
| MF               | 10 | ハイメ・ピサーロ                        |      |      |
| FW               | 9  | パトリシオ・ジャニェス                  |      |      |
| FW               | 11 | ルベン・マルティネス                    |      |      |
| 控え             |    |                                         |      |      |
| GK               | 12 | マルセロ・ラミレス                      |      |      |
| FW               | 13 | ルイス・ペレス                          |      |      |
| FW               | 14 | リカルド・ダブロウスキ                  |      | 65分 |
| MF               | 15 | ラウール・オルメーニョ                  |      |      |
| FW               | 16 | ウーゴ・ルビオ                          |      | 60分 |
| 監督             |    |                                         |      |      |
| ミルコ・ヨジッチ |    |                                         |      |      |